# حزمة ذرية
حزمة ذرية (بالإنجليزي: Atomic beam) هي حالة خاصة من حزم الجسيمات يقصد بها تدفق حزمة جسيمات متعادلة محكمة التسديد .

## التصوير بالأشعة الذرية
يستخدم في نظام التصوير حزم ذرية بطيئة ومرآة حيود فرينل لتركيز العناصر، والجدير بالذكر أن هذا النوع من التصوير يكون في نطاق المايكرو متر.
انظر صور مختبر الحزم الذرية 